# Método da direção implícita alternada
Em análise numérica, o Método da Direção implícita alternada (DIA) é um  Método de diferenças finitas para resolver equações diferenciais parciais parabólicas, hiperbólicas e elípticas. É mais notavelmente usado para resolver o problema da condução de calor ou para resolver a  equação de difusão em duas ou mais dimensões.
O método tradicional para resolver a equação do calor numericamente é o Método de Crank–Nicolson. Esse método resulta em um conjunto de equações muito complicadas em múltiplas dimensões, difíceis de resolver. A vantagem do método DIA é que as equações que devem ser resolvidas em cada passo tem uma estrutura mais simples e podem ser resolvidas eficientemente com um algoritmo de matriz tridiagonal.

## O método
Considere a equação da difusão linear em duas dimensões,
{\displaystyle {\partial u \over \partial t}=\left({\partial ^{2}u \over \partial x^{2}}+{\partial ^{2}u \over \partial y^{2}}\right)=(u_{xx}+u_{yy})=\Delta u}
O método de Crank-Nicolson implícito produz a seguinte equação de diferenças finitas:
{\displaystyle {u_{ij}^{n+1}-u_{ij}^{n} \over \Delta t}={1 \over 2}\left(\delta _{x}^{2}+\delta _{y}^{2}\right)\left(u_{ij}^{n+1}+u_{ij}^{n}\right)}
onde {\displaystyle \delta _{p}} é o operador de diferenças central para a coordenada p. Depois de realizada uma análise de estabilidade,  pode ser mostrado que esse método será estável para qualquer {\displaystyle \Delta t}.
Uma desvantagem do método de Crank-Nicolson é que a matriz na equação acima é  uma matriz de banda com uma largura que é geralmente bem grande. Isso torna a solução direta do sistema de equações lineares bastante trabalhosa (embora soluções aproximadas eficientes existam).
A ideia do método ADI é dividir a equação de diferenças finitas em duas, uma com a derivada parcial em 'x' e a outra com a derivada parcial em y, ambas tomada implicitamente.
{\displaystyle {u_{ij}^{n+1/2}-u_{ij}^{n} \over \Delta t/2}=\left(\delta _{x}^{2}u_{ij}^{n+1/2}+\delta _{y}^{2}u_{ij}^{n}\right)}
{\displaystyle {u_{ij}^{n+1}-u_{ij}^{n+1/2} \over \Delta t/2}=\left(\delta _{x}^{2}u_{ij}^{n+1/2}+\delta _{y}^{2}u_{ij}^{n+1}\right).}
O sistema de equações envolvido é simétrico e tridiagonal e é tipicamente resolvido usando um algoritmo de matriz tridiagonal.
Pode ser mostrado que esse método é incondicionalmente estável e de segunda ordem no tempo e espaço. Existem métodos ADI mais refinados assim como o método de Douglas,  ou o método do fator f  o qual pode ser usado para três ou mais dimensões.